# Shigeki Tsujimoto
Shigeki Tsujimoto (jap. 辻本 茂輝 Tsujimoto Shigeki; ur. 23 czerwca 1979) – japoński piłkarz.

## Kariera klubowa
Od 1998 do 2009 roku występował w klubach Yokohama Flügels, Kyoto Purple Sanga, Tokushima Vortis, Sagawa Printing i FC Osaka.

## Kariera reprezentacyjna
W 1999 roku Shigeki Tsujimoto zagrał na Mistrzostwach Świata U-20.